# Window Observational Research Facility

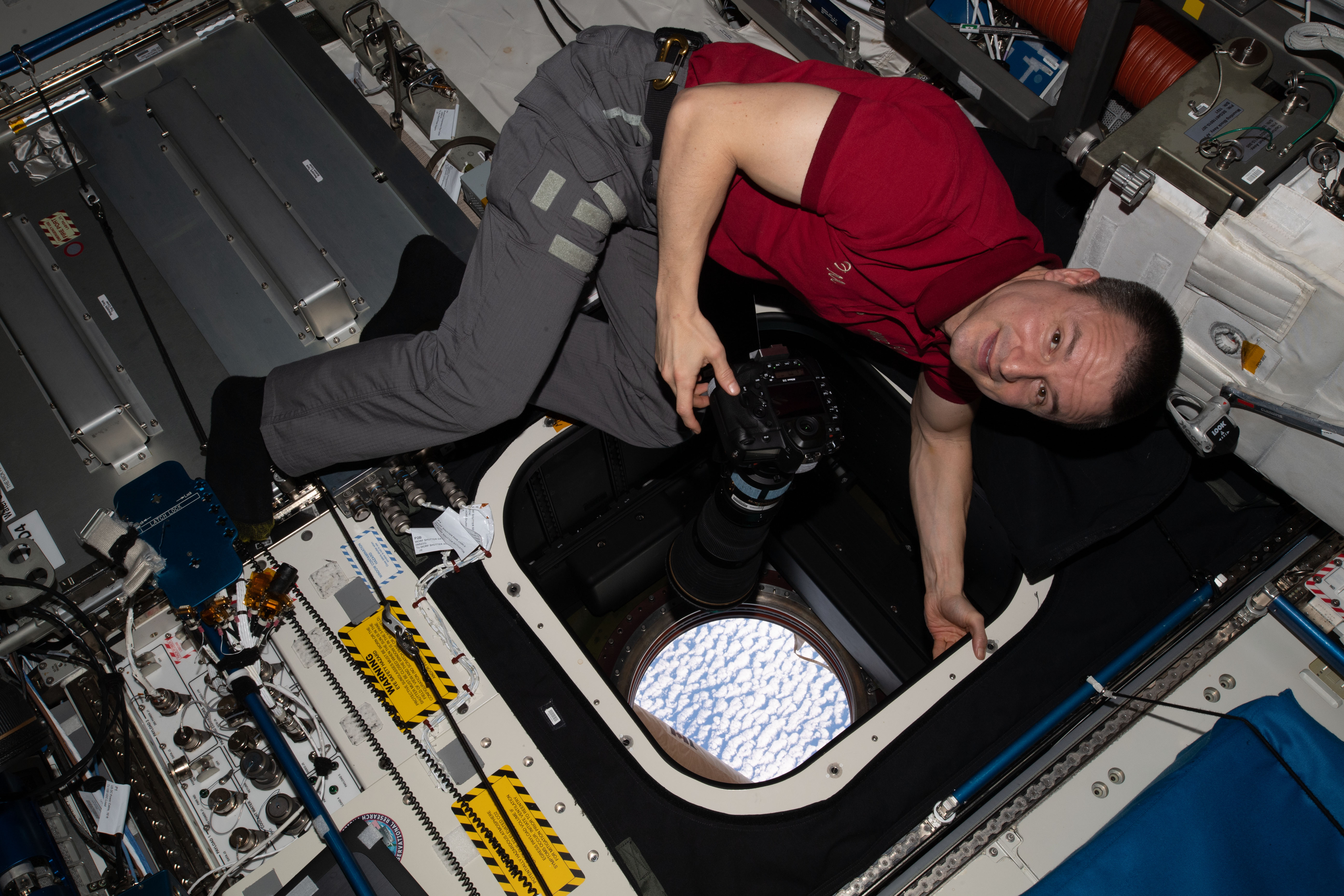
L'astronauta Andrew Morgan dell'Expedition 62 scatta foto della Terra dal WOLF

La Window Observational Research Facility (WORF) è un rack sperimentale prodotto dall'Agenzia spaziale brasiliana che consente ai carichi utili controllati da remoto e ai membri dell'equipaggio di condurre ricerche scientifiche terrestri e dello spazio, inclusa la fotografia della Terra, presso la finestra del laboratorio Destiny (U.S. Laboratory Science Window) della Stazione spaziale internazionale (ISS). WORF è basato sul International Standard Payload Rack (ISPR) e utilizza avionica e componenti hardware adattati dal programma EXPRESS Rack program. Il rack fornisce un volume utile di 0,8 m3 e può supportare fino a tre carichi utili contemporaneamente, a seconda delle risorse disponibili e dello spazio alla finestra. WORF fornisce anche accesso e attrezzature per osservazioni terrestri da parte dell'equipaggio, come corrimani per l'equipaggio, supporti per fotocamere e videocamere e prevenzione della condensazione.
I carichi utili di WORF includono esperimenti incentrati su geologia, agricoltura, allevamento, cambiamenti ambientali e costieri e istruzione.

## Descrizione
Il design di WORF utilizza componenti hardware esistenti dell'EXPRESS Rack, inclusa un Rack Interface Controller (RIC) per l'alimentazione e la connessione dati, una ventola Avionics Air Assembly (AAA) per la circolazione dell'aria all'interno del rack, un sistema di rilevamento incendi e avionica appropriata per la comunicazione con la rete dati dell'ISS. WORF massimizza l'utilizzo della finestra fornendo sensori (fotocamere, scanner multispettrali e iperspettrali, videocamere e altri strumenti) per catturare immagini della Terra e dello spazio.
WORF fornisce anche punti di connessione per il trasferimento di alimentazione e dati e la capacità di montare e utilizzare più strumenti contemporaneamente sulla finestra. WORF include un sistema per prevenire la formazione di condensazione sulla superficie interna della finestra e uno scudo protettivo retrattile per proteggere la superficie interna della finestra dagli impatti di attrezzi o hardware durante l'installazione e la sostituzione dei pacchetti di sensori da parte dell'equipaggio. L'interno del WORF fornisce un ambiente privo di riflessi e completamente oscurato per minimizzare riflessi indesiderati sulla finestra, permettendo l'utilizzo di apparecchiature sensibili a fenomeni di energia estremamente bassa come le aurore. Un telo scuro può essere fissato alla parte interna del rack per consentire ai membri dell'equipaggio di lavorare con WORF senza problemi di riflessi causati dalle luci interne del modulo Destiny.
Quando WORF non viene usato, durante il docking di veicoli spaziali con la ISS, o quando la finestra è esposta a condizioni di "orbital ram" durante orientamenti speciali della ISS, la finestra di osservazione è protetta da un coperchio metallico esterno sul modulo laboratorio Destiny. Questo coperchio esterno ruota su delle cerniere ed è controllato dall'equipaggio utilizzando comandi sul rack WORF.

## Consegna e installazione
WORF è stato lanciato il 5 aprile 2010 a bordo dello Space Shuttle durante la missione STS-131. Dopo lo spostamento nel modulo Destiny, WORF è stato installato nella posizione LAB1D3 sopra la finestra del modulo Destiny. Il processo di installazione ha incluso il collegamento dei pannelli luminosi, la rimozione dei blocchi usati al lancio, il collegamento alle risorse di Destiny e l'installazione dei supporti di montaggio.
Dopo l'installazione, WORF è stato attivato dall'equipaggio e tramite comando da terra ed è stato eseguito un controllo per garantire il corretto funzionamento di tutti i sistemi. Dopo questo controllo, WORF fu pronto per supportare le operazioni dei carichi utili. Le tipiche operazioni con i carichi utili includono il montaggio di dispositivi di imaging, il collegamento dei cavi di alimentazione/dati, l'alimentazione dei sottosistemi del carico e l'inizializzazione del software del carico utile.

## Operazioni
Le operazioni di WORF possono essere condotte dall'equipaggio o automatizzate. Per le operazioni condotte dall'equipaggio, il portello di WORF viene rimosso e l'astronauta può utilizzare il telo scuro per bloccare la luce proveniente dal modulo Destiny. Per le operazioni automatizzate, il portello viene installato per proteggere l'hardware del carico utile e i comandi potranno essere inviati da Terra o il computer portatile del WORF.

## Galleria d'immagini

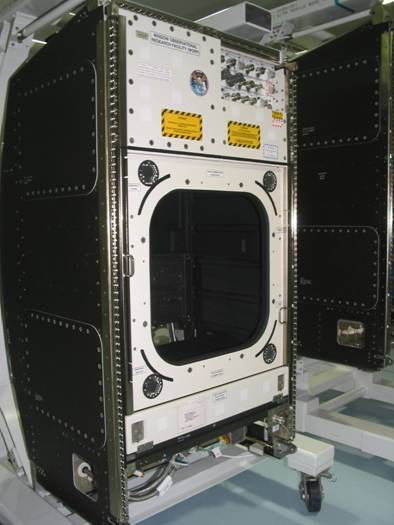
Primo piano del rack WORF al Kennedy Space Center
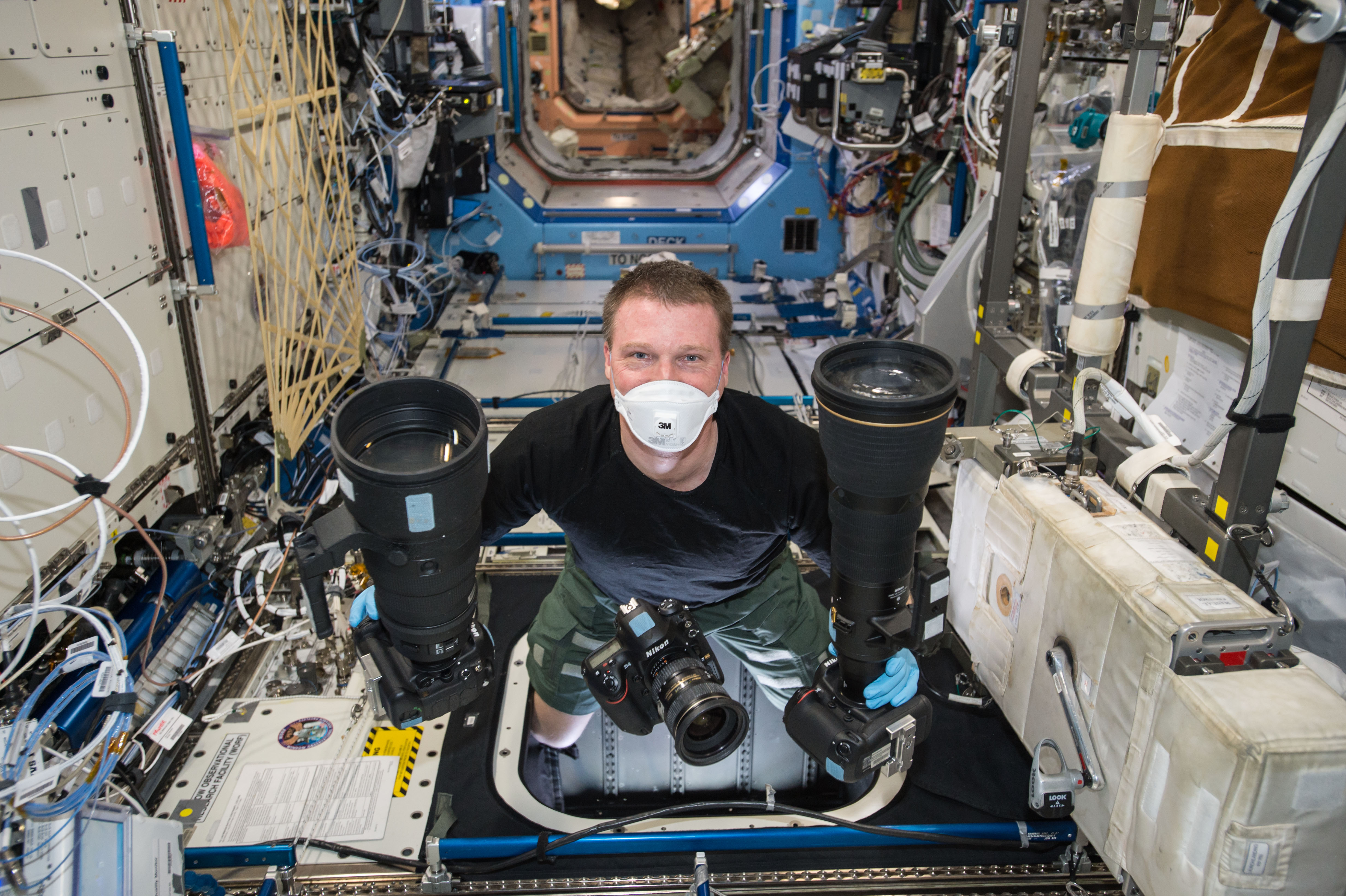
Terry Virts dell'Expedition 42 si prepara a scattare foto dal WORF
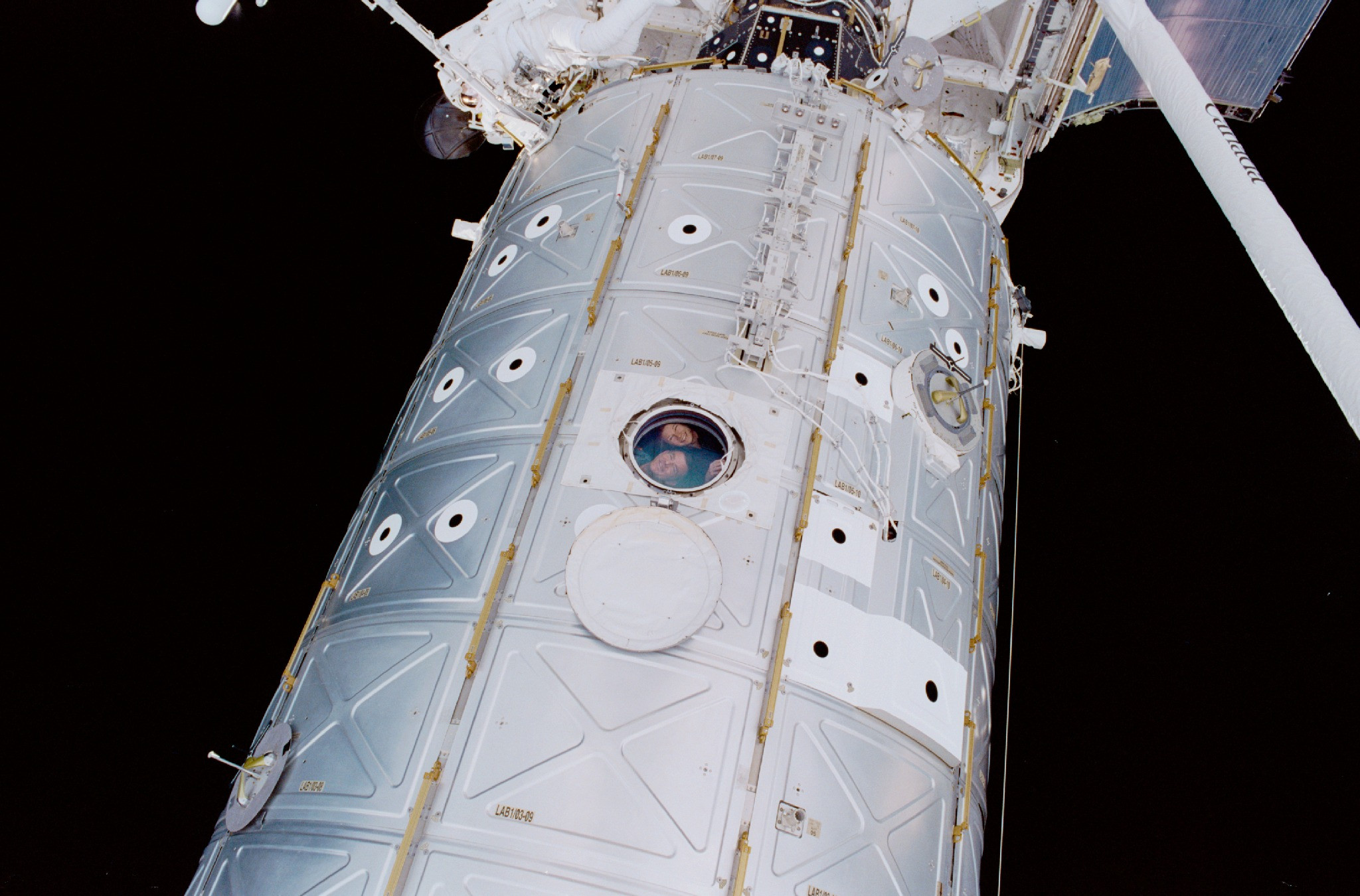
La finestra del modulo Destiny vista dall'esterno
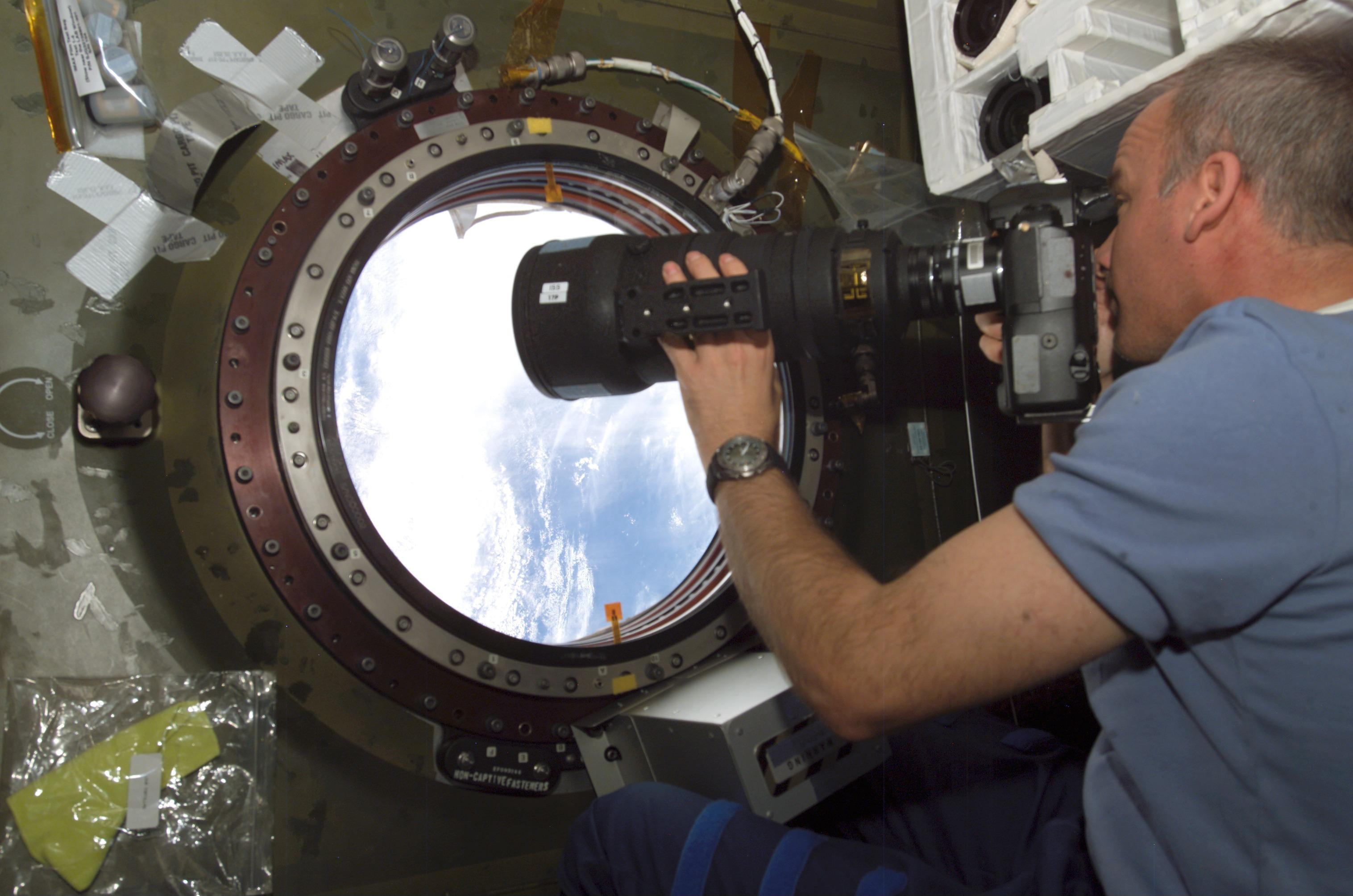
Jeffrey Williams usa la finestra per effettuare fotografie terrestri

## Pubblicazioni correlate
- (EN) Dean Eppler e Susan Runco, Earth Observations Capabilities of the Window Observational Research Facility on Board the International Space Station, 2001 Conference and Exhibit on International Space Station Utilization, AIAA-2001-4915, Cape Canaveral, American Institute of Aeronautics & Astronautics, ottobre 2001.